# Apocórona
Apocórona (em grego: Αποκόρωνας; romaniz.: Apokóronas) é um município do noroeste de Creta, Grécia, pertencente à unidade regional de Chania. O município tem 323,1 km² de área e em 2011 tinha 12 807 habitantes (densidade: 39,6 hab./km²). Antes da reforma administrativa de 2011 era uma província. A função de capital é partilhada entre as vilas de Vámos, a capital histórica da antiga província, e Vrissés. O município está dividido em seis  unidades municipais: Vámos, Crionérida, Georgiópolis, Fres, Asi Goniá e Arméni.

## Geografia
Situa-se a leste da cidade de Chania, e é limitado a noroeste pela baía de Suda, a norte pela península de Drápano, a leste pelo município de Retimno, a sul por Sfakiá e pelas Montanhas Brancas (Lefká Óri). À exceção de algumas zonas de colinas, como a península de Drápano, é uma região relativamente plana com colinas de inclinação suave, veredejante e muito fértil. O rio Kiliaris, conhecido na Antiguidade como Picto (ou Pyknos) corre na parte ocidental, desaguando em Kalives.
O viajante inglês do século XVIII Robert Pashley sugeriu que o topónimo Apocórona tem origem na antiga cidade de Ipocoronas ou Ipocoronion, mencionada por Estrabão. Essa cidade pode ter-se situado junto à moderna Nipos, ou onde se ergue o Castelo Apicórono, um forte veneziano que se ergue entre Kalives e Almírida.
A base da economia local é a agricultura e o turismo. As principais estâncias de praia do município são Kalives, Almírida e Georgiópolis. Nos primeiros anos do século XXI assistiu-se a uma explosão de imobiliário, com a construção de inúmeras villas de férias nas aldeias e locais mais pitorescos, procuradas sobretudo por britânicos. Gavalochóri é um dos locais mais procurados por compradores estrangeiros.